# Escazeaux
Escazeaux település Franciaországban, Tarn-et-Garonne megyében. Lakosainak száma 289 fő (2022. január 1.). Escazeaux Beaumont-de-Lomagne, Bouillac, Faudoas és Gariès községekkel határos.

## Népesség
A település népessége az elmúlt években az alábbi módon változott:
| Lakosok száma | 289  | 298  | 294  | 289  | 287  | 288  | 287  | 291  | 289  |
|               | 2013 | 2015 | 2016 | 2017 | 2018 | 2019 | 2020 | 2021 | 2022 |